# 제프 치거
제프 치거(영어: Jeff Cheeger, 1943~)는 미국의 기하학자이다. 리만 기하학에 크게 기여하였다.

## 생애
1943년 12월 1일 미국 뉴욕 브루클린에서 태어났다. 1964년에 하버드 대학교에서 학사 학위를 수여받았고, 1966년에 프린스턴 대학교에서 석사 학위를, 이듬해에 박사 학위를 수여받았다.
1968년~1969년 동안 미시건 대학교에서 조교수로 있었고, 1969년~1971년 동안 스토니브룩 대학교에서 조교수로 있었다. 1971년에 스토니브룩 대학교 정교수가 되었다. 1993년부터 뉴욕 대학교 쿠란트 수학연구소의 교수로 있다.

## 같이 보기
- 라이데마이스터 비틀림
- 영혼 (기하학)
- 리만 기하학